# Athous cingulatus
Athous cingulatus là một loài bọ cánh cứng trong họ Elateridae. Loài này được L. Miller miêu tả khoa học năm 1881.